# Isotoma viridis
Isotoma viridis (лат.) — вид коллембол рода Isotoma из семейства изотомид (Isotomidae). Голарктика.

## Описание
Мелкие коллемболы (2—3 мм). Эвритопный гигро-мезофильный вид, который предпочитает открытые биотопы, часто антропогенного происхождения. Населяет разнообразные леса, луга, степи, сельхозугодья, техногенные и урбогенные эдафотопы. Обнаружен в подстилке, почве, влажных мхах, на ирригационных растениях и в норах грызунов.

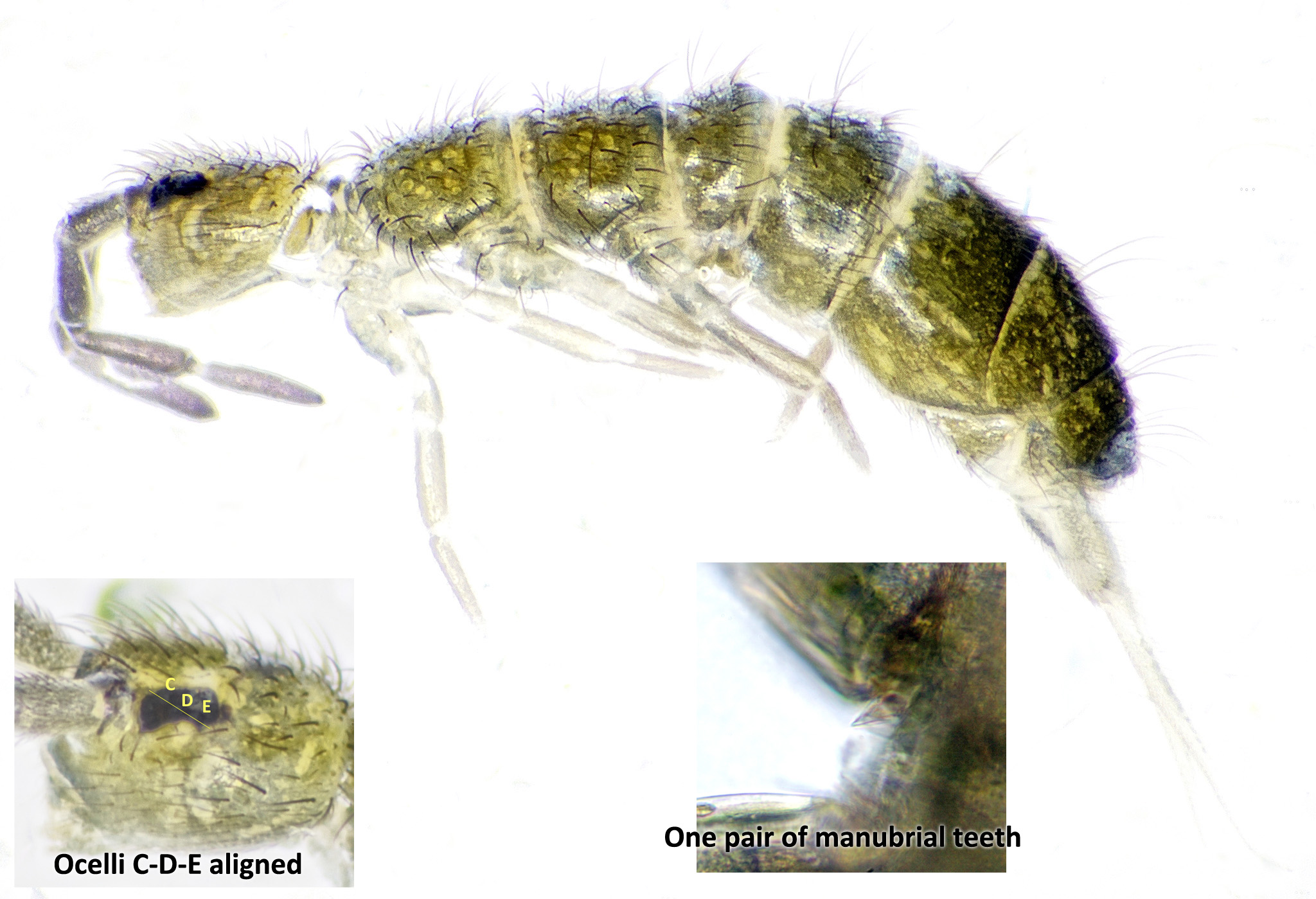
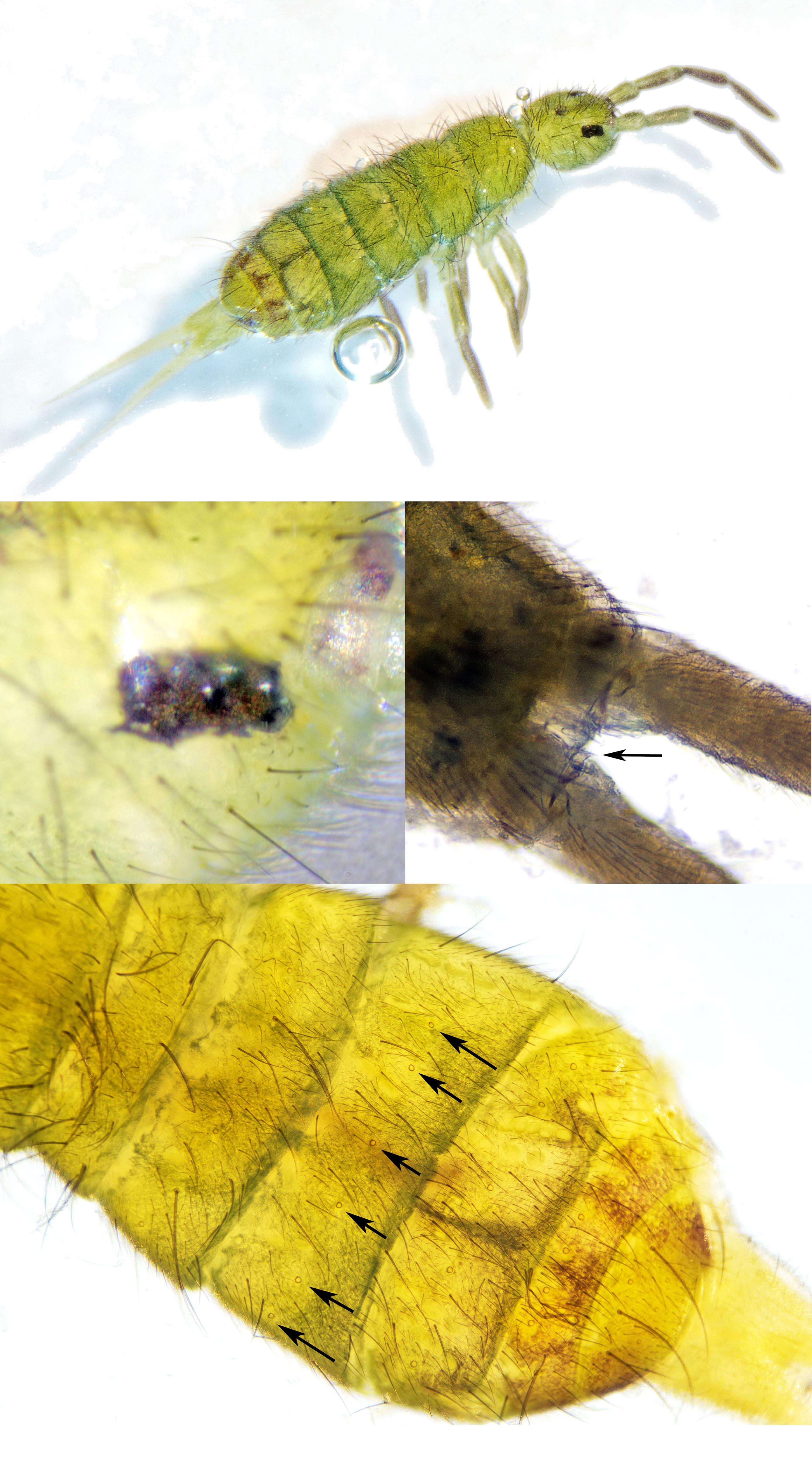
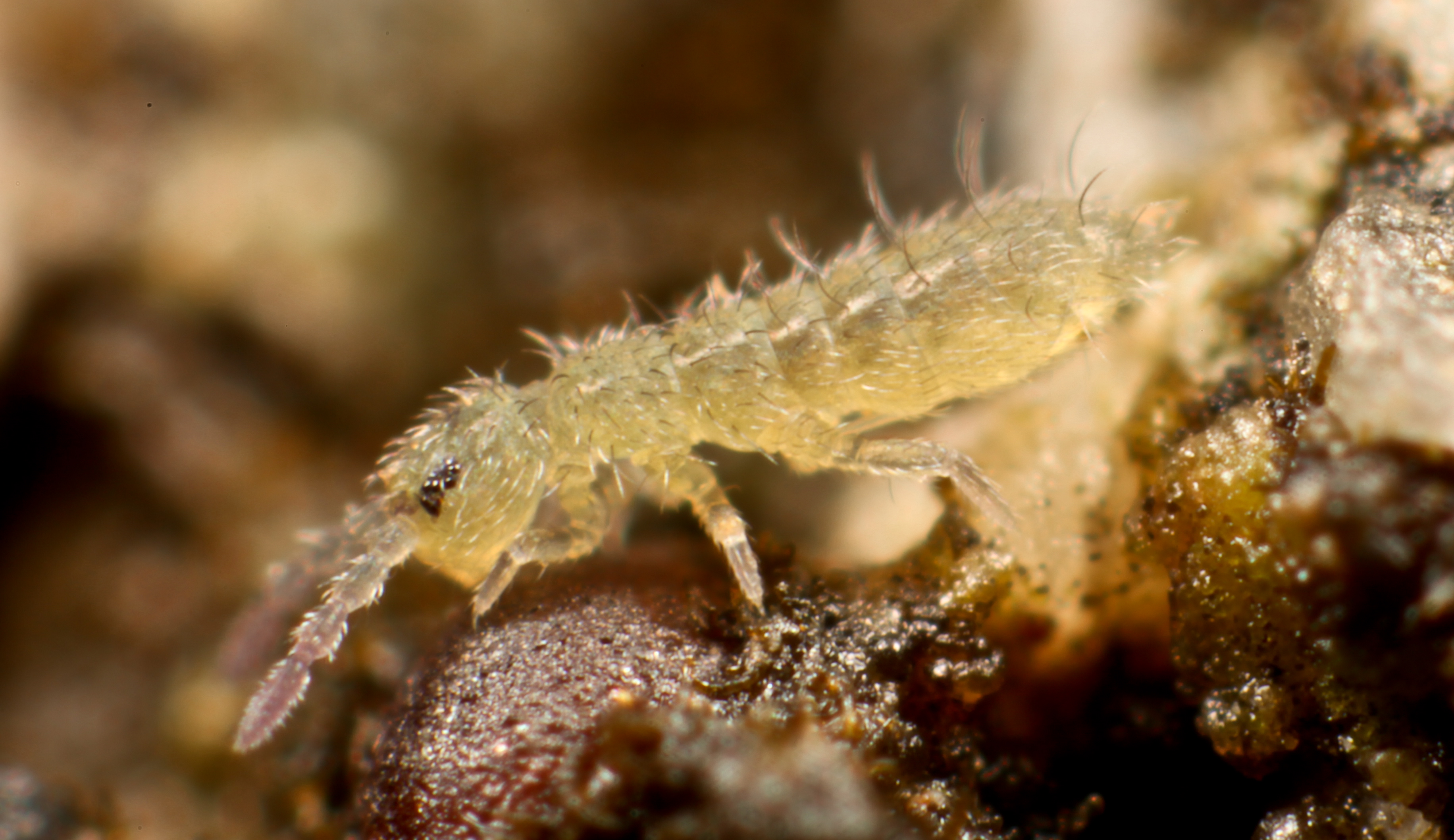